# Macizo de Pacuni
A Macizo de Pacuni egy rétegvulkán az Andokban, Bolíviában. Andezitből és dácitból áll, az utolsó kitörés ideje ismeretlen, valószínűleg a holocén.